# Cassia de Pauli triumpho
Cassia de Pauli triumpho va ser una llei romana establerta a proposta del pretor Quint Cassi Longí, quan eren cònsols Quint Eli Pet i Marc Juni Penne l'any 586 de la fundació de Roma (167 aC). La llei ordenava que el dia en què entressin en triomf els guanyadors de la Tercera guerra macedònica, Luci Emili Paulus Macedònic, Gneu Anici i Gneu Octavi rebessin el poder i el govern (imperium).